# Saint-Michel-de-Saint-Geoirs
Saint-Michel-de-Saint-Geoirs é uma comuna francesa na região administrativa de Auvérnia-Ródano-Alpes, no departamento de Isère. Estende-se por uma área de 7,14 km². Em 2010 a comuna tinha 305 habitantes (densidade: 42,7 hab./km²).